# Ion Madan (deputat)
Ion Madan (n. 21 martie 1948) este un politician român din Republica Moldova, fost deputat în primul Parlament al Republicii Moldova (1990-1994).
Ion Madan este unul din cei 278 de semnatari ai Declarației de Independență a Republicii Moldova, semnată la 27 august 1991.
La momentul alegerii în calitate de deputat activa ca energetician-șef la Trustul „Moldsviazistroi” din Durlești, suburbia Chișinăului. A fost ales din partea circumscripției Chișinău.
Este membru al „Consiliului Național al Unirii-1991”, membru al Consiliului și vicepreședinte al Asociației Obștești „Parlamentul – 90” din Republica Moldova.

## Distincții și decorații
În 1996 a fost distins cu Medalia „Meritul Civic”.
La 28 decembrie 2012, prin decretul Nr. 450 al Președintelui Republicii Moldova i s-a conferit „Ordinul Republicii”.